# Togkollisionen ved Firhøj
Togkollisionen ved Firhøj den 1. maj 1997, var en ulykke da to lokaltog på Hornbækbanen fra Helsingør til Gilleleje stødte sammen ved Firhøj uden for Gilleleje. To personer blev dræbt og 20 såret.
Ulykken skete, da lokomotivføreren i det ene tog lod toget afgå fra Firhøj Station, inden det modkørende tog var ankommet.